# Plan des Théâtres (Aigues-Mortes)
Le Plan des Théâtres d'Aigues-Mortes sont des arènes situées sur la commune d'Aigues-Mortes, dans le département français du Gard. Elles sont destinées aux courses camarguaises. Elles ont été inscrites en 1993  sur l'inventaire supplémentaire de la liste des Monuments historiques (MH) pour leur intérêt ethnologique et culturel. Elles peuvent accueillir plus de 600 personnes.

## Histoire de leur protection
Elles ont été construites à la fin du XIXe siècle.
Selon une étude de Frédéric Saumade : « 14 arènes ont été sélectionnées et présentées en
C.O.R.E.P.H.A.E. le 3 juillet 1992 à Marsillargues et le 28 octobre 1992 à Lansargues. Au terme d'un fructueux débat sur la critériologie et sur l'adéquation de la loi de 1913 à ce type de patrimoine, 5 arènes - Aramon (Gard), Lansargues (Hérault), Le Cailar (Gard), Marsillargues (Hérault), St-Laurent-d'Aigouze (Gard) - et deux « plans de théâtres » - Aigues-Mortes (Gard), Aubais (Gard) - ont été retenus pour une inscription sur l'Inventaire Supplémentaire des Monuments Historiques. Plus que les gradins, appelés à évoluer sans cesse, ce sont les lieux eux-mêmes - terrain d'assiette et bâti qui le structure - qui ont été proposés à la protection : en somme plus « d'immatériel que de matériel » comme le notait le Préfet de Région en fin de séance en soulignant le caractère novateur de cette initiative. »